# Halitherses grimaldii
Halithersidae, Halitherses
Famille
Genre
Espèce
Halitherses grimaldii, unique représentant du genre fossile Halitherses et de la famille fossile des Halithersidae, est une espèce fossile d'opilions dyspnois.

## Fossiles
Selon Paleobiology Database en 2025, cette famille des Halithersidae a cinq collections référencées de fossiles. Ces collections sont Cénomanien inférieur du Crétacé supérieur, c'est-à-dire datent de 100,5-93,9 Ma avant notre ère .

## Distribution
Cette espèce type a été découverte dans de l'ambre de Birmanie. Elle date du Crétacé.

## Description
L'holotype mesure 2,3 mm.

## Étymologie
Cette espèce est nommée en l'honneur de David Alan Grimaldi.

## Sous-ordre
Selon World Catalogue of Opiliones (20/04/2021) :
- Acropsopilionoidea Roewer, 1923
  - Acropsopilionidae Roewer, 1923
  - † Halithersidae Dunlop, Selden & Giribet, 2016
- Ischyropsalidoidea Simon, 1879
  - Ischyropsalididae Simon, 1879
  - Sabaconidae Dresco, 1970
  - Taracidae Schönhofer, 2013
  - famille indéterminée
    - † Piankhi Dunlop, Bartel & Mitov, 2012
- Troguloidea Sundevall, 1833
  - Dicranolasmatidae Simon, 1879
  - Nemastomatidae Simon, 1872
  - Nipponopsalididae Martens, 1976
  - Trogulidae Sundevall, 1833
  - † Eotrogulidae Petrunkevitch, 1955
  - † Nemastomoididae Petrunkevitch, 1955
- super-famille et famille indéterminée
  - † Ameticos Garwood, Dunlop, Giribet & Sutton, 2011
  - † Echinopustulus Dunlop, 2004

## Publications originales
: document utilisé comme source pour la rédaction de cet article.
- (en) Gonzalo Giribet et Jason A. Dunlop, First identifiable Mesozoic harvestman (Opiliones: Dyspnoi) from Cretaceous Burmese amber., vol. 272, coll. « Proceedings of the Royal Society of London. Series B, Biological Sciences », 2005, 1007–1013 p. .
- (en) Jason A. Dunlop, P. A. Selden et Gonzalo Giribet, Penis morphology in a Burmese amber harvestman., vol. 103, coll. « The Science of Nature », 2016, 1–11 p. .